# China World Trade Center Tower III
China World Trade Center Tower III je mrakodrap v Pekingu. Má 68 podlaží a výšku 330 metrů, je tak nejvyšší budovou komplexu China World Trade Center, ale i Pekingu. Výstavba probíhala v letech 2005–2008 podle projektu společnosti Skidmore, Owings & Merrill. V budově se nachází pětihvězdičkový hotel a kancelářské prostory, které obsluhuje celkem 30 výtahů.